# Цмин
Цмин або сухоцвіт, солом'янка (Helichrysum, від гр. helisso — «обертатися» і chrysos — «золото») — рід рослин родини айстрових (Asteraceae), що містить понад 550 видів. Типовий вид — Helichrysum orientale.

## Біоморфологічна характеристика
Рід містить однорічні та багаторічні (іноді дворічні) трави, напівкущі, кущики й кущі (часто ароматичні), заввишки 20–90 см. Стрижнева коренева система. Стебло зазвичай 1, зазвичай прямовисне, іноді лежаче, ± шерстисте. Листки стеблові, чергові, як правило, плоскі з цілими краями, часто вовнисті. Квіткові голови дископодібні, окремішні або багато в щитках. Філарії коричневі, жовті, рожеві або білі. Зовнішні жіночі ниткоподібні квіточки жовті або відсутні. Центральні квіточки численніші, двостатеві, жовті. Сім'янки (точніше сипсели) дрібні, довгасті, голі або з волосками, оздоблені папусами.

## Поширення
Поширений в Африці (244 види у Південній Африці), на Мадагаскарі, в Австралії та Євразії. В Україні 3 види автохтонної флори:
- цмин приквітниковий, або безсмертник (Xerochrysum bracteatum syn. Helichrysum bracteatum) — нині перенесений до іншого роду;
- цмин пісковий (Helichrysum arenarium) росте майже на всій території крім високогір'я Криму й Карпат, а також його культивують як декоративний;
- у Криму на яйлах і скелястих гірських схилах росте цмин запашний (Helichrysum graveolens);

Розсіяно майже по всій території, крім гірських районів Карпат і Криму росте вид Helichrysum luteoalbum; цмин черешкуватий (Helichrysum petiolare), родом з півдня Африки, культивують як декоративний на газонах.
Росте повсюдно на сухих піщаних ґрунтах, відкритих схилах, в розріджених соснових лісах.

## Застосування
Квітки містять сліди ефірної олії, гіркоти, флавоноїди, дубильні речовини, вітаміни С і D, органічні кислоти і смоли, віск, вуглеводи, жири, глікозиди, каротиноїди, слизи, стерини, солі натрію, калію, кальцію, заліза і марганцю, фарбувальні та інші речовини.
Застосовується в медицині при хронічних захворюваннях печінки, жовчного міхура і жовчних шляхів як жовчогінний засіб у вигляді відвару, настою, екстракту рідкого і сухого, пігулок фламіну.